# 德惠 (道光進士)
德惠（1801年—？），字孚之，號濟堂，伊尔根觉罗氏，奉天锦州满洲正黄旗人。清朝官员、進士出身。

## 生平
德惠是道光乙酉科举人。道光十二年，考取壬辰恩科進士。德惠曾任光祿寺署丞，詹事府右春坊右赞善、 右春坊右中允，翰林院侍讲、奏办院事兼庶常館提调官等职。

## 家族
德惠的儿子文格是道光二十四年甲辰科进士。